# Mama Cash
Mama Cash is een internationaal vrouwenfonds dat is opgericht in Nederland in 1983. Mama Cash ondersteunt overal ter wereld initiatieven van vrouwen. Sinds 1983 heeft Mama Cash meer dan 6.000 vrouwenprojecten gesubsidieerd en meer dan 30 miljoen euro geïnvesteerd.

## Geschiedenis
Mama Cash werd in 1983 in Nederland opgericht door Marjan Sax, Dorelies Kraakman, Tania Leon, Patti Slegers en Lida van den Broek. Ze streefden een doel na: grotere zelfstandigheid en onafhankelijkheid van vrouwen. Mama Cash was daarmee het eerste internationale, onafhankelijke financieringsfonds voor vrouwen ter wereld. Met de erfenis van de ouders van Sax werden de eerste projecten gefinancierd. Zo hielp Mama Cash bij het opzetten van de eerste Nederlandse seksshop voor vrouwen en bij het inrichten van een abortuskliniek voor arme vrouwen in Ecuador.

## Thema’s
Mama Cash steunt feministische en vrouwenrechtenorganisaties en vrouwengroepen die zich inzetten voor empowerment van vrouwen en meisjes op het gebied van lichaam, geld en stem.
De thema’s lichaam, geld en stem zijn met elkaar verbonden. Zo kunnen vrouwenlevens bijvoorbeeld alleen vrij zijn van geweld als vrouwen op gelijke voet deelnemen aan het economische leven en in het bepalen van de politieke agenda. De organisatie geeft prioriteit aan organisaties die verbanden leggen tussen de thema’s lichaam, geld en stem.
Mama Cash ondersteunt ook een groeiend aantal vrouwenfondsen in de hele wereld die op hun beurt weer investeren in vrouwenorganisaties en -initiatieven in hun eigen regio.

## Organisatiestructuur
Mama Cash heeft een internationaal bestuur, een managementteam (directeur, manager Strategisch Financieren, manager Fondsenwerving & Communicatie en manager Financiën & Administratie), team stafleden en vrijwilligers, lokale adviseurs en ambassadeur Angela Groothuizen.

## Inkomstenbronnen
Mama Cash ontvangt ongeveer 1/3 van haar inkomsten van particuliere fondsen, een kwart van individuele donateurs, 39% aan subsidies van overheden en het restant van bedrijven en anderen. Haar totale inkomsten bedragen ruim € 4 miljoen per jaar.